# Christiane Knoll
Christiane Knoll (* in Stadtsteinach) ist eine deutsche Hörfunk- und Wissenschaftsjournalistin. Seit 1997 ist sie Redakteurin im Deutschlandfunk, wo sie Forschung aktuell moderiert, die Feature-Sendung Wissenschaft im Brennpunkt verantwortet und den Storytelling-Podcast Deep Science entwickelt hat.

## Leben
Knoll studierte Physik in Bayreuth und Heidelberg und war in der Pressestelle des Deutschen Krebsforschungszentrums tätig. Auslandsaufenthalte in Peru und Großbritannien. Beim Deutschlandfunk absolvierte sie ein wissenschaftsjournalistisches Volontariat und wurde in der Redaktion des Magazins „Forschung aktuell“ tätig, das sie auch moderiert und für dessen hintergründigen Feature-Sendeplatz „Wissenschaft im Brennpunkt“ sie mindestens vier Ausgaben schrieb. Unter ihrer Redaktion wurden mehr als 40 Features und Autoren mit  renommierten Preisen ausgezeichnet. Dazu gehören seit dem Jahr 2000 zwölf Mal der Holtzbrinck-Preis für Wissenschaftsjournalismus. 2014 gewann unter ihrer Redaktion Sönke Gäthke mit Von AC zu DC. Auf dem Sprung ins Gleichstromzeitalter den Ernst-Schneider-Preis.
2021 ging der von Christiane Knoll und Jana Wuttke entwickelte Wissenschaftspodcast Deep Science an den Start.

## Auszeichnungen
- 1995: Kurt-Magnus-Preis (Nachwuchspreis der ARD)
- 2013: (zusammen mit Uli Blumenthal auf Platz 3) Wissenschaftsjournalistin des Jahres[3]
- 2015: zusammen mit Thomas Reintjes und Markus Waldhauser „Punkt“ Preis für Technikjournalismus und Technikfotografie der Deutschen Akademie der Technikwissenschaften für die Multimedia-Reportage „1 oder 0, Leben oder Tod“ vom 23. Januar 2015[4]
- 2016: DPG Medaille für die Physikberichterstattung im Wissenschaftsmagazin Forschung aktuell und Wissenschaft im Brennpunkt, zusammen mit Frank Grotelüschen und Ralf Krauter.